# 뉴질랜드의 영토 당국

뉴질랜드의 현재 영토 당국 지도.

뉴질랜드의 영토 당국(영어: Territorial Authority)은 뉴질랜드의 지방자치체에 해당하는 행정구역으로, 뉴질랜드의 지방과 더불어 뉴질랜드의 지방자치를 구성하는 주요 부분이다. 뉴질랜드의 영토 당국(마오리어: mana ā-rohe)은 총 67개로, 시의회(City Council) 13곳, 군의회(District Council) 53곳, 그리고 채텀제도 의회(Chatham Islands Council)로 나뉜다. 군의회는 농촌과 도시 지역을 포함한 혼합 지역을 관할하며, 시의회는 보다 규모가 큰 도시 지역을 담당한다. 오클랜드, 기즈번, 넬슨, 태즈먼, 말버러는 특별히 통합자치단체(Unitary Authority)로 지정되어 있으며, 이들은 지역 의회와 영토 당국의 기능을 동시에 수행한다. 채텀제도 의회는 통합자치단체와 유사하지만, 독자적인 법적 지위를 가진 특별한 형태의 기초자치단체(특수자치단체, sui generis territorial authority)이다.
지역 의회의 행정구역은 지방의 하위 구획이 아니며, 일부 지역은 둘 이상의 지방에 걸쳐 있다. 지역 의회의 관할 구역은 하천 유역을 기준으로 설정되지만, 영토 당국의 경계는 지역 사회의 연계성과 도로 접근성을 기반으로 구획된다. 지역 의회는 환경 관리 및 대중교통 행정을 담당하는 반면, 영토 당국은 지역 도로 및 공원 관리, 상하수도 공급 및 위생, 건축 허가, 토지 이용 및 구획 관리 등 다양한 지방 행정을 수행한다. 일부 업무는 지방정부 산하 공공기관(Council-Controlled Organisations, CCOs)으로 위임되기도 한다. 기초자치단체의 권한 범위는 2002년 지방정부법(Local Government Act 2002)가 규정한다.